# Кълбърсън (окръг, Тексас)
Окръг Кълбърсън (на английски: Culberson County) е окръг в щата Тексас, Съединени американски щати. Площта му е 9876 km², а населението - 2975 души (2000). Административен център е град Ван Хорн.